# GMC Envoy
GMC Envoy  – samochód osobowy typu SUV klasy wyższej i klasy aut największych produkowany pod amerykańską marką GMC w latach 2001 – 2009.

## Historia i opis modelu

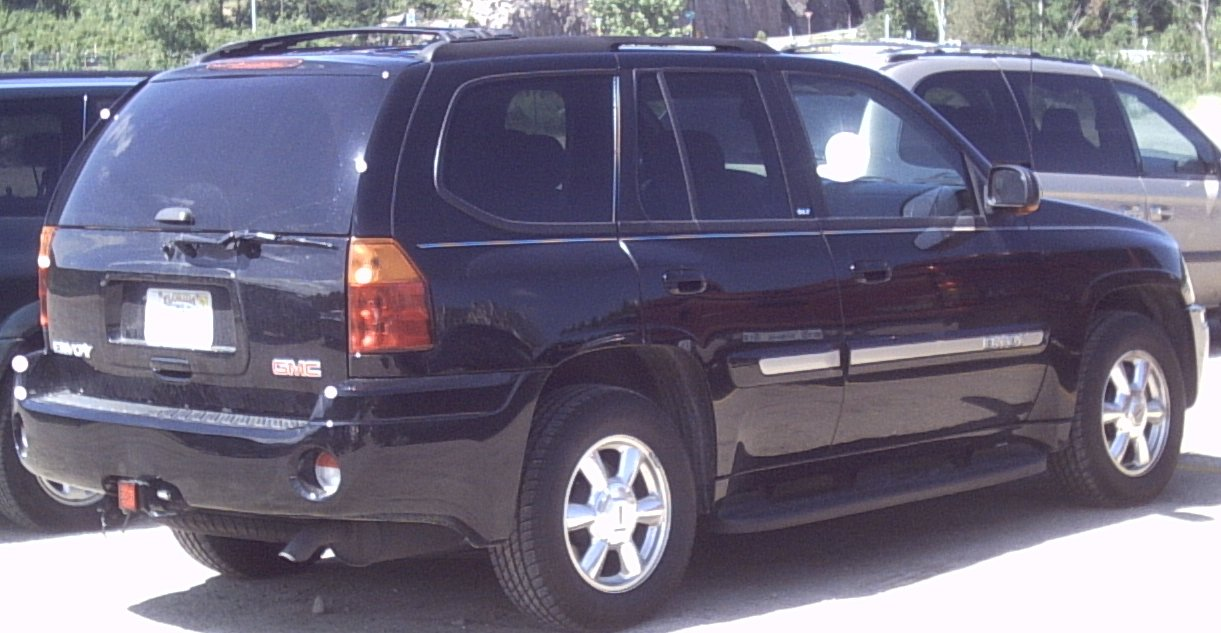
GMC Envoy - tył

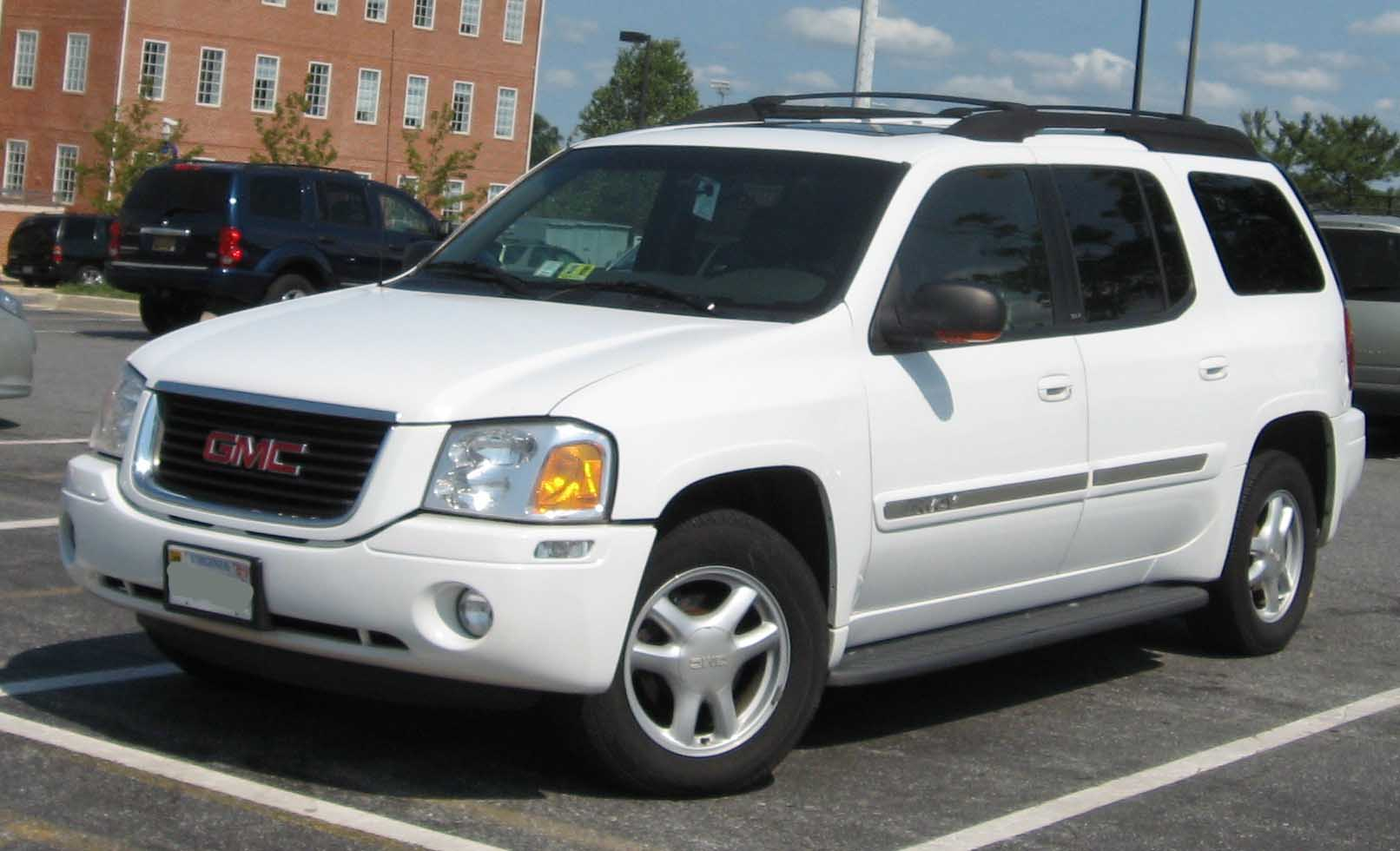
GMC Envoy XL

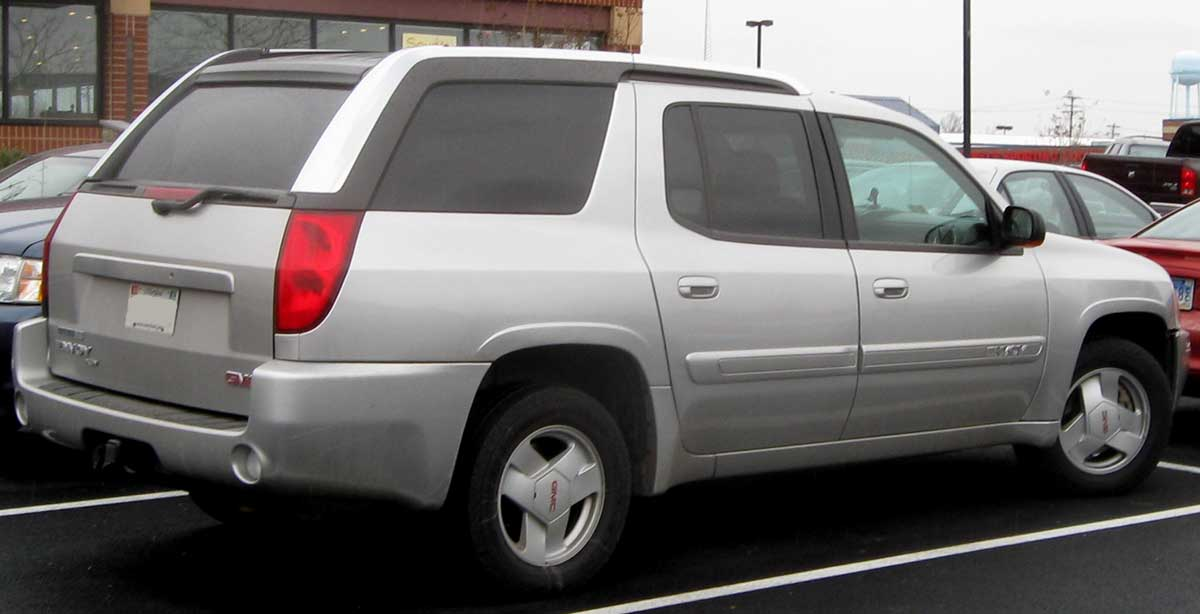
GMC Envoy XUV

Na początku lat 00' XXI wieku General Motors opracowało nową platformę GMT 360, na której zbudowano w kolejnych latach dużą rodzinę wyższej klasy SUV-ów wielu marek stowarzyszonych z amerykańskim koncernem. W pierwszej kolejności, w 2001 roku, zadebiutowały konstrukcje Chevroleta, GMC i Oldsmobile, potem Isuzu i Buicka, a na końcu - Saaba. Model GMC otrzymał nazwę Envoy, którą stosowano już w latach 1998 - 2000 na rzecz luksusowej odmiany poprzednika, Jimmy. 
GMC Envoy wyróżniał się dużą atrapą chłodnicy z wyeksponowanym na jej środku logo producenta, a także masywnymi, kanciastymi reflektorami i dwukolorowymi tylnymi lampami. W porównaniu do biźniaczych SUV-ów GM, Envoy stylistycznie najbliższy był modelowi Isuzu Ascender.

### Envoy XL
W 2002 roku GMC poszerzyło ofertę nadwoziową o przedłużony wariant Envoy XL, który miał stanowić alternatywę dla masywnych, wysoko zawieszonych SUV-ów Yukon i Yukon XL. Samochód wyróżniał się wyraźnie dłuższym rozstawem osi, co przełożyło się na większą przestrzeń w drugim rzędzie siedzeń i znacznie większy bagażnik.
Ponadto, Envoy XL produkowany był w innych zakładach General Motors w Oklahoma City wraz z bliźniaczym Chevroletem Trailblazer EXT i Isuzu Ascender EXT.

### Envoy XUV
W 2004 roku oferta Envoya została rozbudowana o trzeci wariant nadwoziowy - pickupa Envoy XUV. Samochód był nietypowym połączeniem półciężarówki z SUV-em, co przejawiało się zabudowaną częścią ładunkową, która w zależności od uznania użytkującego mogła być mniej lub bardziej otwarta dzięki przesuwanym szybom. Envoy XUV był jeszcze dłuższy od wersji XL i pełnił rolę mniej użytkowej alternatywy dla innych pickupów GMC.

### Silniki
- L6 4.2l
- V8 5.3l